# Reprezentacja Korei Północnej w hokeju na lodzie mężczyzn
Reprezentacja Korei Północnej w hokeju na lodzie mężczyzn – kadra Korei Północnej mężczyzn w hokeju na lodzie.
Korea Północna startuje na mistrzostwach świata od roku 1974, jednak regularnie do rozgrywek przystępuje od roku 2002. Obecnie występuje w II dywizji grupy B i zajmuje 40. miejsce w rankingu IIHF. Na ostatnich zimowych igrzyskach azjatyckich w 2007 roku zajęli 6. miejsce. Wśród zespołów azjatyckich również nie należy do potentatów. W rozgrywanym na zimowych igrzyskach azjatyckich turnieju hokejowym najwyżej byli na czwartym miejscu w latach 1986 i 1990.

## Udział w Mistrzostwach Świata
- 2002: 41. miejsce (1. miejsce w kwalifikacjach II dywizji) (awans)
- 2003: 35. miejsce (4. miejsce w II dywizji)
- 2004: 34. miejsce (3. miejsce w II dywizji)
- 2005: 34. miejsce (3. miejsce w II dywizji)
- 2006: 36. miejsce (3. miejsce w II dywizji)
- 2007: nie startowali (spadek)
- 2008: 41. miejsce (1. miejsce w III dywizji) (awans)
- 2009: 39. miejsce (6. miejsce w II dywizji Grupa A) (spadek)
- 2010: 42. miejsce (1. miejsce w III dywizji Grupa B) (awans)
- 2011: nie startowali (spadek)
- 2012: 42. miejsce (2. miejsce w III dywizji)
- 2013: 42. miejsce (2. miejsce w III dywizji)
- 2014: 42. miejsce (2. miejsce w III dywizji)
- 2015: 41. miejsce (1. miejsce w III dywizji) (awans)
- 2016: 39. miejsce (5. miejsce w II dywizji Grupa B)
- 2017: 38. miejsce (4. miejsce w II dywizji Grupa B)